# Planalto dos Graminhais
O Planalto dos Graminhais é um planalto português localizado no concelho do Nordeste, ilha de São Miguel, arquipélago dos Açores.
Esta formação geológica muito ricas em turfeiras que em conjunto com o Pico da Vara forma o maior conjunto montanhoso da ilha de São Miguel. Abarca igualmente em conjunto com o Pico da Vara a Zona de protecção ao Priolo e alberga uma Reserva Integral de Caça, por decisão do Governo Regional dos Açores. Neste planalto é possível observar a Narceja em estado selvajen.
Nas suas encostas nascem vários cursos de água, nomeadamente a Ribeira do Purgar, a Ribeira dos Lagos, a Ribeira da Mulher, a Ribeira do Falhado, a Ribeira dos Caldeirões, entre outros de menos caudal.